# Schizomavella porifera
Schizomavella porifera är en mossdjursart som först beskrevs av Smitt 1868.  Schizomavella porifera ingår i släktet Schizomavella och familjen Bitectiporidae. Inga underarter finns listade i Catalogue of Life.